# Paul Löbe
Paul Löbe (14 de Dezembro de 1875 – 3 de Agosto de 1967) foi um político alemão e membro do Partido Social-Democrata da Alemanha (SPD). Foi presidente do Reichstag entre 1924 e 1932.

## Trabalhos publicados
Lista de trabalhos publicados por Paul Löbe (incompleta)
- Löbe, Paul, Erinnerungen eines Reichstagspräsidenten, Berlin 1949, reeditado como Der Weg war lang: Lebenserinnerungen, Berlin, 1953, 1954, 2002 (fifth edition).
- Löbe, Paul, "Gegenwartsfragen des Parlamentarismus," in: Für und Wider. Lebensfragen deutscher Politik, Offenbach am Main, 1952, pp. 39 to 48.
- Löbe, Paul, "Aus dem Parlamentarischen Leben," in: Hessische Hochschulwochen für Staatswissenschaftliche Fortbildung, Volume 3, 1953, pp. 312 to 318.

1. ↑  (em alemão) Deutsche National Bibliothek